# Beleg van Tortosa (1148)
Het beleg van Tortosa was een militaire operatie in 1148 in het kader van de Reconquista waarbij een leger onder leiding van Ramón Berenguer IV, graaf van Barcelona en prins van Aragón, en waarvan de militaire ordes deel uitmaakten, de Spaanse stad Tortosa innam, destijds hoofdplaats van een onafhankelijke islamitische taifa.

## Geschiedenis
Het beleg viel samen met de Tweede Kruistocht. Een jaar eerder, in 1147, had de verovering van Lissabon door de kruisvaarders plaatsgevonden. De operatie werd genoemd in de bul van de kruistocht die werd afgekondigd door paus Eugenius III.
Ramón IV kreeg de steun van de Republiek Genua, een contingent Normandiërs, Engelsen en Vlamingen, de Orde van de Tempel, en de Orde van Sint-Jan. Tijdens het beleg van de stad werd de rivier de Ebro afgesloten door een zeeblokkade van de Genuezen.
Na de verovering herstelde Ramón Berenguer IV de zetel van het bisdom Tortosa.